# Fürsteneck
Fürsteneck er en kommune i Landkreis Freyung-Grafenau i Regierungsbezirk Niederbayern i den tyske delstat Bayern. Den er en del af Verwaltungsgemeinschaft Perlesreut.

## Geografi
Kommunen ligger i Region Donau-Wald i den sydlige del af Bayerischer Wald mellem dalene til Ilz og Wolfsteiner Ohe. Fürsteneck udgør den sydligste kommune i landkreisen og grænser til Landkreis Passau. Der er 22 km til Passau , til Waldkirchen 15 km, til Freyung 18 km, og til Grafenau 20 km.
Kommunen består af følgende landsbyer og bebyggelser: Fürsteneck, Anzerreut, Aschberg, Atzldorf, Dürnberg, Hochwegen, Loizersdorf, Ohbruck, Plattenhof, Simpoln, Schnürring, Schrottenbaummühle og Wiesmühle.

### Nabokommuner
- Witzmannsberg
- Perlesreut
- Röhrnbach
- Hutthurm

## Schloss Fürsteneck
Schloss Fürstenecks historie går tilbage til 1190 Fyrstebiskoppen Wolfger von Erla fra Passau byggede det som grænsefæstning. I dag fungerer det som hotel og restaurant.